# Marek Kanievska
Marek Kanievska est un réalisateur britannique né à Londres en 1952.

## Filmographie
- 1980 : The First Day (court-métrage)
- 1984 : Another Country : Histoire d'une trahison (Another Country)
- 1987 : Neige sur Beverly Hills (Less Than Zero)
- 2000 : En toute complicité (Where the Money Is)
- 2004 : Secrets d'État (A Different Loyalty)